# San Juan Ihualtepec
San Juan Ihualtepec är en kommun i Mexiko.   Den ligger i delstaten Oaxaca, i den sydöstra delen av landet, 210 km söder om huvudstaden Mexico City. Antalet invånare är 717. Arean är 147 kvadratkilometer.
Terrängen i San Juan Ihualtepec är huvudsakligen lite kuperad.